# Jan Stenerud

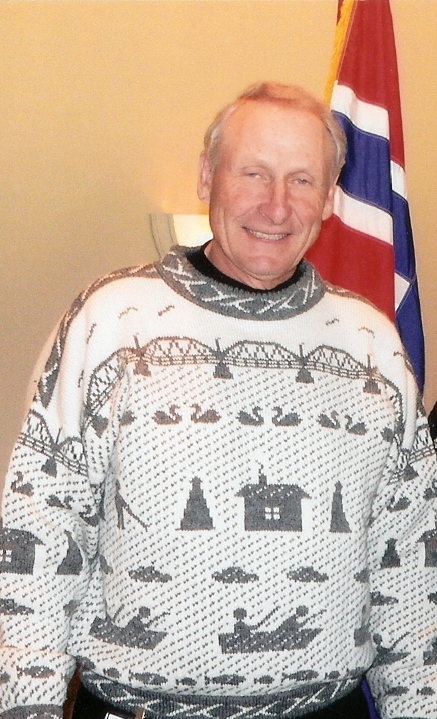

Jan Stenerud (26 de novembro de 1942) é um ex-jogador profissional de futebol americano norueguês radicado nos Estados Unidos.

## Carreira
Jan Stenerud jogou no Kansas City Chiefs (1967–1979), Green Bay Packers (1980–1983) e Minnesota Vikings (1984–1985). Foi campeão da Super Bowl IV jogando pelo Kansas City Chiefs.